# Анна Ель-Тур
Анна Ель-Тур (справжнє ім'я Ганна Самойлівна Ісакович; 4 червня 1886, Одеса — 30 травня 1954, Амстердам) — акторка опери (сопрано), концертна співачка, музичний педагог.

## Біографія
Народилась в родині власника одеських лазень. Навчалась в Петербурзькій консерваторії співу і грі на фортепіано (клас Анни Єсипової). За порадою Олександра Глазунова удосконалювала виконавську майстерність в Лейпцигу. У 1908 році спільно зі скрипалем Яном Кубеліком провела гастрольне турне по 14 містах Великої Британії (під псевдонімом Ель-Тур). З 1908 року виступала в концертах в Лондоні, зокрема під керівництвом Артура Нікіша. У 1910 році виступала з концертами в Російській імперії (Одеса, Петербург). У 1913—1915 роках виступала в Швейцарії в оперному театрі міста Санкт-Галлен.
Вела викладацьку діяльність в Москві впродовж 1913—1919 років.
У 1919 році таємно покинула межі Росії. Дорогою до Європи виступала на концертах в Індії, Китаї, Бірмі, на Філіппінах, островах Ява і Суматра. Надалі концертувала в Німеччині.
В Європі викладала в Берліні (1922—1925), Парижі (1926—1948, професор) і в Амстердамській консерваторії (з 1948 року).